# Titusville, Florida
Titusville är en stad (city) i Brevard County, i delstaten Florida, USA. Enligt United States Census Bureau har staden en folkmängd på 43 777 invånare (2011) och en landarea på 76,1 km². Titusville är huvudort i Brevard County.